# Bischbrunn
Bischbrunn er en kommune i Landkreis Main-Spessart i regierungsbezirk Unterfranken i den tyske delstat Bayern. Den er en del af Verwaltungsgemeinschaft Marktheidenfeld.

## Geografi
Bischbrunn ligger i Region Würzburg i Naturpark Bayerischer Spessart.
I kommunen er der ud over Bischbrunn, bebyggelserne Bischbrunner Forst, Fürstliche Löwenstein’scher Park og landsbyen Oberndorf.